# Fingeraftryk
Et fingeraftryk er et billede af de riller der findes på en fingers blomme. Det består af fordybninger i epidermis og indeholder strukturer som buer, cirkler og spiraler. Når en person sætter sin finger på en overflade overføres der en gengivelse af fingeraftrykket. Dette sker fordi der på overfladen af af huden sidder vand og fedtstoffer, som trykkes af. Fingeraftrykket er unikt for personen, idet det aldrig er observeret, at to personer har identiske fingeraftryk.[kilde mangler]
Ofte forbinder man ordet fingeraftryk med et aftryk af fingrenes yderste led. Men der sidder også fingeraftryk på de næste led og i håndfladen. Derudover har også tæer og fødder en tilsvarende rillestruktur.
Fingeraftryk anvendes til identifikation. F.eks. benytter politiet fingeraftryk til at placere en mistænkt på et gerningssted under efterforskningen af en forbrydelse. Fingeraftryk benyttes også nogle steder til at give adgang til bygninger, eller til at logge på computere. I EU indføres fra juli 2009 fingeraftryk i pas.

## Typer af fingeraftryk
Fingeraftryk inddeles i tre typer:
- Synlige fingeraftryk – dannet ved berøring af en overflade efter at have været i kontakt med en farvet substans, f.eks. maling, blod eller blæk
- Plasticaftryk – fordybninger som rillerne dannet når fingeren trykkes ned i et blødt materiale, f.eks. sæbe, voks eller støv
- Latente eller usynlige aftryk – aftryk der fremkommer på en overflade ved overførsel af sved eller olier fra kroppen

## Klassifikation
Fingeraftryk besidder nogle generelle strukturelle elementer som kan bruges til at klassificere dem. Det første klassifikationssystem blev udviklet af den argentinske politibetjent Juan Vucetich i 1891. Hans system er siden blevet udviklet og optimeret, og benyttes den dag i dag i spansktalende lande. I 1897 blev et andet klassifikationssystem foreslået af englænderen Sir Edward Richard Henry. Hans system blev brugt af Scotland Yard, og dele af det benyttes i dag i engelsktalende lande. I Henrys klassifikationsmetode benyttes en inddeling af fingeraftryk efter om de indeholder buer, løkker eller vindinger (circulære mønstre).

## Daktyloskopi
Den politimæssige undersøgelse af fingeraftryk og den bagvedliggende metodik og teori kaldes daktyloskopi.

## Identifikation med fingeraftyk
I april 2007 indførte SAS muligheden for at identificere sig med fingeraftryk ved check in på indenrigsruter fra Aalborg Lufthavn.  Mange virksomheder i Danmark har også indført identifikationssystemer der er baseret på fingeraftryk, da det både er mere sikkert og mere praktisk end f.eks. et magnetkort med pinkode.  En del computerfabrikanter har indført muligheden for at logge på sin computer med fingeraftryk som adgangskode. Der er et lille aflæsningsfelt på computeren hvor fingeren scannes og ved identifikation låses computeren op. Denne metode gør passwords, som skal huskes udenad, overflødige.
Der kan opstå problemer. F.eks. slider de bornholmske keramikere så eftertrykkeligt på deres fingeraftryk, at de i mange tilfælde ikke kan benytte Bornholmstrafikkens fingeraftrykslæsere.

## Anden brug af fingeraftryk
En forsker på Syddansk Universitet i Odense undersøgte kasserede reklameaviser fra genbrugspladser for at finde ud af om reklameaviserne bliver læst eller blot kasseret. Der var dog ikke tale om identifikation af aftrykkene, blot bestemmelse af om de var der eller ej. 

## Fingeraftryk hos andre dyr
Alle primater har fingeraftryk. Desuden har koalaer fingeraftryk som er meget lig menneskets. De er så ens at det, selv med elektronmikroskopi, er svært at se forskel. 